# フロリス2世 (ホラント伯)
フロリス2世（オランダ語: Floris II van Holland, 1085年頃 - 1121年3月2日）は、ホラント伯（在位：1091年 - 1121年）。なお1101年に正式にホラント伯の称号が成立する以前は、西フリースラントの伯爵という身分だった。フロリス肥満伯（オランダ語: Floris de Dikke）とも呼ばれる。

## 生涯
ホラント伯ディルク5世の息子として、フラールディンゲンで生まれた。ユトレヒト司教との紛争の末、フロリス2世はこれを自らの封臣として支配下に置くことに成功した。1101年、ラインラント（フリースラント）を征服したフロリス2世は、ユトレヒト司教からホラント伯の称号を与えられた。
1108年ごろ（1100年、1113年とする説もある）、ロレーヌ公ティエリー2世の娘ゲルトルートと結婚した。この時、ゲルトルートは教皇からペトロニラ（聖ペトロの娘）の名を与えられた。ペトロニラとフロリス2世の間には、ディルク、フロリス、シモンという3人の息子とヘドウィグという1人の娘が生まれた。フロリス2世は1121年に死去した。息子ディルクがディルク6世としてホラント伯を継いだが、幼少だったためしばらくペトロニラが摂政となった。後に次男フロリス・デ・ズウォルテは兄ディルク6世に反旗を翻すこととなる。